# Maryanne Amacher

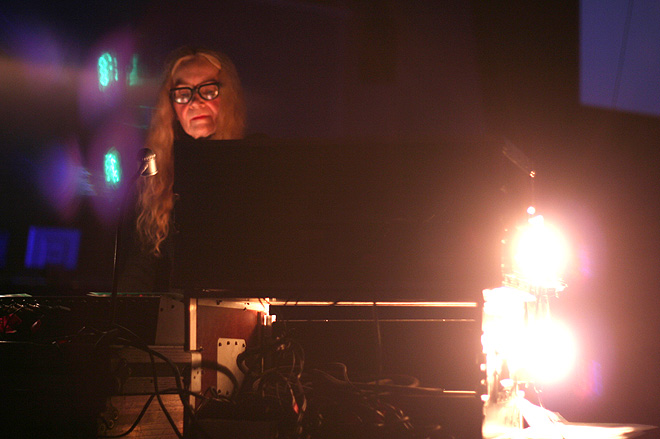
Maryanne Amacher

Maryanne Amacher (Kane, 25 febbraio 1938 – Kingston, 22 ottobre 2009) è stata una compositrice e artista statunitense.

## Biografia
Ha studiato composizione musicale con George Rochberg e Karlheinz Stockhausen all Università della Pennsylvania.
Nel 1967, crea "City Links: Buffalo", un'opera di 28 ore utilizzando 5 microfoni in diverse parti della città e diffusi in diretta dalla stazione radio WBFO.
Le sue opere più significative sono specialmente installazioni ambientali.